# Norðvesturkjördæmi

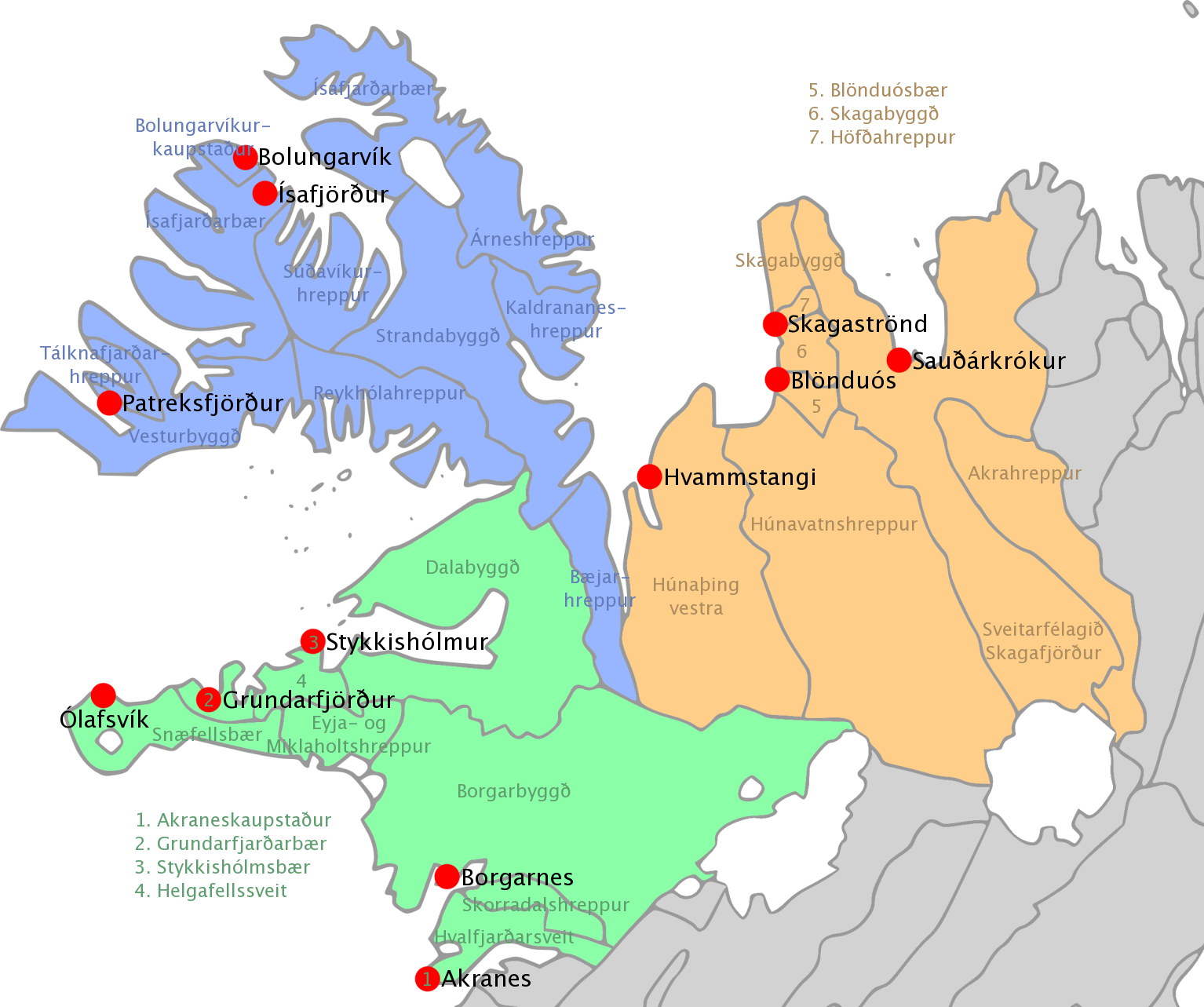
Circonscription de Norðvesturkjördæmi

Norðvesturkjördæmi (ou Nord Ouest) est une des six circonscriptions électorales en Islande.

## Description géographique et démographique
Cette circonscription comprend la partie nord-ouest de l'Islande. Depuis 2007, la circonscription dispose de 9 sièges à l'Alþing. Cette circonscription a été instaurée par la réforme constitutionnelle de 1999 et les premières élections législatives ont eu lieu dans cette circonscription en 2003.
La population de cette circonscription est de 30.493 habitants.

## Municipalités
Akranes, Hvalfjarðarsveit, Skorradalshreppur, Borgarbyggð, Eyja- og Miklaholtshreppur, Snæfellsbær, Grundarfjörður, Helgafellssveit, Stykkishólmur, Dalabyggð, Reykhólahreppur, Vesturbyggð, Tálknafjarðarhreppur, Bolungarvík, Ísafjarðarbær, Súðavíkurhreppur, Árneshreppur, Kaldrananeshreppur, Strandabyggð, Bæjarhreppur, Húnaþing vestra, Húnavatnshreppur, Blönduós, Skagaströnd, Skagabyggð, Skagafjörður et Akrahreppur.

## Élections

### 2024
| Parti                  | Parti                                | Voix   | %     | +/-   | Sièges | +/-           | A.S.c. |
| ---------------------- | ------------------------------------ | ------ | ----- | ----- | ------ | ------------- | ------ |
|                        | Parti de l'indépendance (D)          | 3 249  | 17,98 | 4,61  | 1      | 1             | -      |
|                        | Parti du peuple (F)                  | 3 023  | 16,72 | 7,97  | 1      | en stagnation | +1     |
|                        | L'Alliance (S)                       | 2 871  | 15,88 | 8,95  | 1      | 1             | -      |
|                        | Parti du centre (M)                  | 2 669  | 14,77 | 7,36  | 1      | 1             | -      |
|                        | Parti du progrès (B)                 | 2 406  | 13,31 | 12,47 | 1      | 2             | -      |
|                        | Parti de la réforme (C)              | 2 286  | 12,65 | 6,49  | 1      | 1             | -      |
|                        | Parti socialiste islandais (J)       | 620    | 3,43  | 0,79  | 0      | en stagnation | -      |
|                        | Mouvement des verts et de gauche (V) | 486    | 2,69  | 8,78  | 0      | 1             | -      |
|                        | Parti pirate (P)                     | 322    | 1,78  | 4,49  | 0      | en stagnation | -      |
|                        | Parti démocrate (L)                  | 143    | 0,79  | Nv.   | 0      | en stagnation | -      |
|                        |                                      |        |       |       |        |               |        |
| Suffrages exprimés     | Suffrages exprimés                   | 18 075 | 98,25 |       |        |               |        |
| Votes blancs et nuls   | Votes blancs et nuls                 | 323    | 1,75  |       |        |               |        |
| Total                  | Total                                | 18 398 | 100   | -     | 6      | 1             | 1      |
| Abstention             | Abstention                           | 3 953  | 17,69 |       |        |               |        |
| Inscrits/Participation | Inscrits/Participation               | 22 351 | 82,31 |       |        |               |        |

| Parti | Parti | Députés                                               |
| ----- | ----- | ----------------------------------------------------- |
|       | D     | - Ólafur Adolfsson                                    |
|       | F     | - Eyjólfur Ármannsson - Lilja Rafney Magnúsdóttir (C) |
|       | S     | - Arna Lára Jónsdóttir                                |
|       | M     | - Ingibjörg Davíðsdóttir                              |
|       | B     | - Stefán Vagn Stefánsson                              |
|       | C     | - María Rut Kristinsdóttir                            |

### 2021
| Partis                 | Partis                               | Voix   | %     | +/−  | Sièges | +/−           | A.S.c. |
| ---------------------- | ------------------------------------ | ------ | ----- | ---- | ------ | ------------- | ------ |
|                        | Parti du progrès (B)                 | 4 448  | 25,78 | 7,36 | 3      | 1             | -      |
|                        | Parti de l'indépendance (D)          | 3 897  | 22,59 | 1,95 | 2      | en stagnation | -      |
|                        | Mouvement des verts et de gauche (V) | 1 978  | 11,47 | 6,31 | 1      | en stagnation | -      |
|                        | Parti du peuple (F)                  | 1 510  | 8,75  | 3,47 | 1      | 1             | -      |
|                        | Parti du centre (M)                  | 1 278  | 7,41  | 6,83 | 0      | 1             | +1     |
|                        | L'Alliance (S)                       | 1 195  | 6,93  | 2,81 | 0      | 1             | -      |
|                        | Parti pirate (P)                     | 1 081  | 6,27  | 0,51 | 0      | en stagnation | -      |
|                        | Parti de la réforme (C)              | 1 063  | 6,16  | 3,71 | 0      | en stagnation | -      |
|                        | Parti socialiste islandais (J)       | 728    | 4,22  | Nv.  | 0      | en stagnation | -      |
|                        | Parti libéral-démocrate (O)          | 73     | 0,42  | Nv.  | 0      | en stagnation | -      |
|                        |                                      |        |       |      |        |               |        |
| Votes valides          | Votes valides                        | 17 251 | 97,64 |      |        |               |        |
| Votes blancs et nuls   | Votes blancs et nuls                 | 417    | 2,36  |      |        |               |        |
| Total                  | Total                                | 17 668 | 100   | -    | 7      | en stagnation | 1      |
| Abstentions            | Abstentions                          | 3 873  | 17,98 |      |        |               |        |
| Inscrits/Participation | Inscrits/Participation               | 21 541 | 82,02 |      |        |               |        |

| Parti | Parti | Députés                                                                                  |
| ----- | ----- | ---------------------------------------------------------------------------------------- |
|       | B     | - Halla Signý Kristjánsdóttir - Lilja Rannveig Sigurgeirsdóttir - Stefán Vagn Stefánsson |
|       | D     | - Haraldur Benediktsson - Þórdís Kolbrún R. Gylfadóttir                                  |
|       | V     | - Bjarni Jónsson                                                                         |
|       | F     | - Eyjólfur Ármannsson                                                                    |
|       | M     | - Bergþór Ólason (C)                                                                     |

### 2017
| Partis                 | Partis                               | Voix   | %     | +/−  | Sièges | +/−           | A.S.c. |
| ---------------------- | ------------------------------------ | ------ | ----- | ---- | ------ | ------------- | ------ |
|                        | Parti de l'indépendance (D)          | 4 233  | 24,54 | 5,00 | 2      | 1             | -      |
|                        | Parti du progrès (B)                 | 3 177  | 18,42 | 2,36 | 2      | en stagnation | -      |
|                        | Mouvement des verts et de gauche (V) | 3 067  | 17,78 | 0,31 | 1      | en stagnation | -      |
|                        | Parti du centre (M)                  | 2 456  | 14,24 | Nv.  | 1      | 1             | +1     |
|                        | L'Alliance (S)                       | 1 681  | 9,74  | 3,45 | 1      | 1             | -      |
|                        | Parti pirate (Þ)                     | 1 169  | 6,78  | 4,10 | 0      | 1             | -      |
|                        | Parti du peuple (F)                  | 911    | 5,28  | 2,82 | 0      | en stagnation | -      |
|                        | Parti de la réforme (C)              | 423    | 2,45  | 3,78 | 0      | en stagnation | -      |
|                        | Avenir radieux (A)                   | 135    | 0,78  | 2,74 | 0      | en stagnation | -      |
|                        |                                      |        |       |      |        |               |        |
| Votes valides          | Votes valides                        | 17 252 | 96,53 |      |        |               |        |
| Votes blancs et nuls   | Votes blancs et nuls                 | 620    | 3,47  |      |        |               |        |
| Total                  | Total                                | 17 872 | 100   | -    | 7      | en stagnation | 1      |
| Abstentions            | Abstentions                          | 3 649  | 16,95 |      |        |               |        |
| Inscrits/Participation | Inscrits/Participation               | 21 521 | 83,05 |      |        |               |        |

| Parti | Parti | Députés                                                 |
| ----- | ----- | ------------------------------------------------------- |
|       | D     | - Haraldur Benediktsson - Þórdís Kolbrún R. Gylfadóttir |
|       | B     | - Ásmundur Einar Daðason - Halla Signý Kristjánsdóttir  |
|       | V     | - Lilja Rafney Magnúsdóttir                             |
|       | M     | - Bergþór Ólason - Sigurður Páll Jónsson (C)            |
|       | S     | - Guðjón Brjánsson                                      |

### 2016
| Parti                  | Parti                                | Voix   | %     | +/-   | Sièges | +/-           | A.S.c. |
| ---------------------- | ------------------------------------ | ------ | ----- | ----- | ------ | ------------- | ------ |
|                        | Parti de l'indépendance (D)          | 4 951  | 29,54 | 4,87  | 3      | 1             | -      |
|                        | Parti du progrès (B)                 | 3 482  | 20,78 | 14,39 | 2      | 2             | -      |
|                        | Mouvement des verts et de gauche (V) | 3 032  | 18,09 | 9,62  | 1      | 1             | -      |
|                        | Parti pirate (Þ)                     | 1 823  | 10,88 | 7,79  | 1      | 1             | -      |
|                        | L'Alliance (S)                       | 1 054  | 6,29  | 5,94  | 0      | 1             | +1     |
|                        | Parti de la réforme (C)              | 1 044  | 6,23  | Nv.   | 0      | en stagnation | -      |
|                        | Avenir radieux (A)                   | 590    | 3,52  | 1,04  | 0      | en stagnation | -      |
|                        | Parti du peuple (F)                  | 412    | 2,46  | Nv.   | 0      | en stagnation | -      |
|                        | Aube (T)                             | 282    | 1,68  | 0,21  | 0      | en stagnation | -      |
|                        | Front national islandais (E)         | 90     | 0,54  | Nv.   | 0      | en stagnation | -      |
|                        |                                      |        |       |       |        |               |        |
| Suffrages exprimés     | Suffrages exprimés                   | 16 760 | 96,08 |       |        |               |        |
| Votes blancs et nuls   | Votes blancs et nuls                 | 684    | 3,92  |       |        |               |        |
| Total                  | Total                                | 17 444 | 100   | -     | 7      | en stagnation | 1      |
| Abstention             | Abstention                           | 4 037  | 18,79 |       |        |               |        |
| Inscrits/Participation | Inscrits/Participation               | 21 481 | 81,21 |       |        |               |        |

| Parti | Parti | Députés                                                                    |
| ----- | ----- | -------------------------------------------------------------------------- |
|       | D     | - Haraldur Benediktsson - Teitur Björnsson - Þórdís Kolbrún R. Gylfadóttir |
|       | B     | - Elsa Lára Arnardóttir - Gunnar Bragi Sveinsson                           |
|       | V     | - Lilja Rafney Magnúsdóttir                                                |
|       | Þ     | - Eva Pandora Baldursdóttir                                                |
|       | S     | - Guðjón Brjánsson (C)                                                     |

### 2013
|                        | Parti du progrès (B)                 | 6 104  | 35,17 | 12,64 | 4 | 2             | -  |  |  |  |  |  |  |  |  |  |
|                        | Parti de l'indépendance (D)          | 4 282  | 24,67 | 1,74  | 2 | en stagnation | -  |  |  |  |  |  |  |  |  |  |
|                        | L'Alliance (S)                       | 2 122  | 12,23 | 10,50 | 1 | 1             | -  |  |  |  |  |  |  |  |  |  |
|                        | Mouvement des verts et de gauche (V) | 1 470  | 8,47  | 14,35 | 0 | 2             | +1 |  |  |  |  |  |  |  |  |  |
|                        | Avenir radieux (A)                   | 792    | 4,56  | Nv.   | 0 | en stagnation | -  |  |  |  |  |  |  |  |  |  |
|                        | Arc-en-ciel (J)                      | 774    | 4,46  | Nv.   | 0 | en stagnation | -  |  |  |  |  |  |  |  |  |  |
|                        | Parti pirate (Þ)                     | 537    | 3,09  | Nv.   | 0 | en stagnation | -  |  |  |  |  |  |  |  |  |  |
|                        | Aube (T)                             | 328    | 1,89  | Nv.   | 0 | en stagnation | -  |  |  |  |  |  |  |  |  |  |
|                        | Parti rural (M)                      | 326    | 1,88  | Nv.   | 0 | en stagnation | -  |  |  |  |  |  |  |  |  |  |
|                        | Parti démocrate (L)                  | 251    | 1,45  | Nv.   | 0 | en stagnation | -  |  |  |  |  |  |  |  |  |  |
|                        | Mouvement Vert de droite (G)         | 208    | 1,20  | Nv.   | 0 | en stagnation | -  |  |  |  |  |  |  |  |  |  |
|                        | Parti des ménages (I)                | 161    | 0,93  | Nv.   | 0 | en stagnation | -  |  |  |  |  |  |  |  |  |  |
|                        |                                      |        |       |       |   |               |    |  |  |  |  |  |  |  |  |  |
| Suffrages exprimés     | Suffrages exprimés                   | 17 355 | 97,36 |       |   |               |    |  |  |  |  |  |  |  |  |  |
| Votes blancs et nuls   | Votes blancs et nuls                 | 470    | 2,64  |       |   |               |    |  |  |  |  |  |  |  |  |  |
| Total                  | Total                                | 17 825 | 100   | -     | 7 | 1             | 1  |  |  |  |  |  |  |  |  |  |
| Abstention             | Abstention                           | 3 493  | 16,38 |       |   |               |    |  |  |  |  |  |  |  |  |  |
| Inscrits/Participation | Inscrits/Participation               | 21 318 | 83,62 |       |   |               |    |  |  |  |  |  |  |  |  |  |

| Parti | Parti | Députés                                                                                                  |
| ----- | ----- | --- |
|       | B     | - Ásmundur Einar Daðason - Elsa Lára Arnardóttir - Gunnar Bragi Sveinsson - Jóhanna María Sigmundsdóttir |
|       | D     | - Einar Kristinn Guðfinnsson - Haraldur Benediktsson                                                     |
|       | S     | - Guðbjartur Hannesson                                                                                   |
|       | V     | - Lilja Rafney Magnúsdóttir (C)                                                                          |

### 2009
|                        | Parti de l'indépendance (D)          | 4 037  | 22,93 | 6,12 | 2 | 1             | -  |  |  |  |  |  |  |  |  |  |
|                        | Mouvement des verts et de gauche (V) | 4 018  | 22,82 | 6,87 | 2 | 1             | +1 |  |  |  |  |  |  |  |  |  |
|                        | L'Alliance (S)                       | 4 001  | 22,73 | 1,54 | 2 | en stagnation | -  |  |  |  |  |  |  |  |  |  |
|                        | Parti du progrès (B)                 | 3 967  | 22,53 | 3,74 | 2 | 1             | -  |  |  |  |  |  |  |  |  |  |
|                        | Parti libéral (F)                    | 929    | 5,28  | 8,31 | 0 | 1             | -  |  |  |  |  |  |  |  |  |  |
|                        | Mouvement des citoyens (O)           | 587    | 3,33  | Nv.  | 0 | en stagnation | -  |  |  |  |  |  |  |  |  |  |
|                        | Mouvement pour la démocratie (P)     | 66     | 0,37  | Nv.  | 0 | en stagnation | -  |  |  |  |  |  |  |  |  |  |
|                        |                                      |        |       |      |   |               |    |  |  |  |  |  |  |  |  |  |
| Suffrages exprimés     | Suffrages exprimés                   | 17 605 | 96,66 |      |   |               |    |  |  |  |  |  |  |  |  |  |
| Votes blancs et nuls   | Votes blancs et nuls                 | 609    | 3,34  |      |   |               |    |  |  |  |  |  |  |  |  |  |
| Total                  | Total                                | 18 214 | 100   | -    | 8 | en stagnation | 1  |  |  |  |  |  |  |  |  |  |
| Abstention             | Abstention                           | 3 079  | 14,46 |      |   |               |    |  |  |  |  |  |  |  |  |  |
| Inscrits/Participation | Inscrits/Participation               | 21 293 | 85,54 |      |   |               |    |  |  |  |  |  |  |  |  |  |

| Parti | Parti | Députés                                                                  |
| ----- | ----- | ------------------------------------------------------------------------ |
|       | D     | - Ásbjörn Óttarsson - Einar K. Guðfinnsson                               |
|       | V     | - Jón Bjarnason - Lilja Rafney Magnúsdóttir - Ásmundur Einar Daðason (C) |
|       | S     | - Guðbjartur Hannesson - Ólína Þorvarðardóttir                           |
|       | B     | - Gunnar Bragi Sveinsson - Guðmundur Steingrímsson                       |

### 2007
|                        | Parti de l'indépendance (D)             | 5 199  | 29,05 | 0,52 | 3 | en stagnation | -  |  |  |  |  |  |  |  |  |  |
|                        | L'Alliance (S)                          | 3 793  | 21,19 | 2,04 | 2 | en stagnation | -  |  |  |  |  |  |  |  |  |  |
|                        | Parti du progrès (B)                    | 3 362  | 18,79 | 2,89 | 1 | 1             | -  |  |  |  |  |  |  |  |  |  |
|                        | Mouvement des verts et de gauche (V)    | 2 855  | 15,95 | 5,33 | 1 | en stagnation | -  |  |  |  |  |  |  |  |  |  |
|                        | Parti libéral (F)                       | 2 432  | 13,59 | 0,66 | 1 | en stagnation | +1 |  |  |  |  |  |  |  |  |  |
|                        | Mouvement islandais - Terre vivante (I) | 255    | 1,42  | Nv.  | 0 | en stagnation |    |  |  |  |  |  |  |  |  |  |
|                        |                                         |        |       |      |   |               |    |  |  |  |  |  |  |  |  |  |
| Suffrages exprimés     | Suffrages exprimés                      | 17 896 | 98,45 |      |   |               |    |  |  |  |  |  |  |  |  |  |
| Votes blancs et nuls   | Votes blancs et nuls                    | 282    | 1,55  |      |   |               |    |  |  |  |  |  |  |  |  |  |
| Total                  | Total                                   | 18 178 | 100   | -    | 8 | 1             | 1  |  |  |  |  |  |  |  |  |  |
| Abstention             | Abstention                              | 2 948  | 13,95 |      |   |               |    |  |  |  |  |  |  |  |  |  |
| Inscrits/Participation | Inscrits/Participation                  | 21 126 | 86,05 |      |   |               |    |  |  |  |  |  |  |  |  |  |

| Parti | Parti | Députés                                                                     |
| ----- | ----- | --------------------------------------------------------------------------- |
|       | D     | - Einar Kristinn Guðfinnsson - Einar Oddur Kristjánsson - Sturla Böðvarsson |
|       | S     | - Guðbjartur Hannesson - Karl V. Matthíasson                                |
|       | B     | - Magnús Stefánsson                                                         |
|       | V     | - Jón Bjarnason                                                             |
|       | F     | - Guðjón Arnar Kristjánsson - Kristinn H. Gunnarsson (C)                    |

### 2003
| Parti                  | Parti                                | Voix   | %     | +/-   | Sièges | +/-           | A.S.c. |
| ---------------------- | ------------------------------------ | ------ | ----- | ----- | ------ | ------------- | ------ |
|                        | Parti de l'indépendance (D)          | 5 532  | 29,57 | 2,37  | 3      | 1             | -      |
|                        | L'Alliance (S)                       | 4 346  | 23,23 | 1,61  | 2      | 1             | -      |
|                        | Parti du progrès (B)                 | 4 057  | 21,68 | 8,65  | 2      | 1             | -      |
|                        | Parti libéral (F)                    | 2 666  | 14,25 | 10,98 | 1      | 1             | +1     |
|                        | Mouvement des verts et de gauche (V) | 1 987  | 10,62 | 1,21  | 1      | 1             | -      |
|                        | Nouvelle Force (N)                   | 122    | 0,65  | Nv.   | 0      | en stagnation | -      |
|                        |                                      |        |       |       |        |               |        |
| Suffrages exprimés     | Suffrages exprimés                   | 18 710 | 98,56 |       |        |               |        |
| Votes blancs et nuls   | Votes blancs et nuls                 | 274    | 1,44  |       |        |               |        |
| Total                  | Total                                | 18 984 | 100   | -     | 9      | 5             | 1      |
| Abstention             | Abstention                           | 2 263  | 10,65 |       |        |               |        |
| Inscrits/Participation | Inscrits/Participation               | 21 247 | 89,35 |       |        |               |        |

| Parti | Parti | Députés                                                                     |
| ----- | ----- | --------------------------------------------------------------------------- |
|       | D     | - Einar Oddur Kristjánsson - Einar Kristinn Guðfinnsson - Sturla Böðvarsson |
|       | S     | - Anna Kristín Gunnarsdóttir - Jóhann Ársælsson                             |
|       | B     | - Kristinn H. Gunnarsson - Magnús Stefánsson                                |
|       | F     | - Guðjón Arnar Kristjánsson - Sigurjón Þórðarson (C)                        |
|       | V     | - Jón Bjarnason                                                             |